# Max Hofpauer

Max Hofpauer

Max Hofpauer (* 11. Juli 1845 in München, Königreich Bayern; † 14. November 1920 ebenda) war ein bayerisch-deutscher Bühnenschauspieler, Theaterregisseur und Theaterleiter.

## Leben und Wirken
Der Sohn eines Münchner Magistratsbeamten wollte schon früh zum Theater und schloss sich daher bereits 1861 einer reisenden Künstlertruppe an. Seinen ersten Auftritt absolvierte der 16-jährige in der Stadt Weißenburg. Weitere frühe Theaterstationen Hofpauers waren Landshut, Augsburg und Schwerin. In diesen Städten besetzte man ihn im Rollenfach des jugendlichen Liebhabers. 1869 gelang ihm der Absprung an das Hamburger Stadttheater, wo Max Hofpauer erstmals an einer bedeutenderen Bühne auftreten konnte. Bald stellte er fest, dass sein Talent im Bereich der Komik lag, und er spezialisierte sich auf entsprechende Bühnenrollen. Nach einem Zwischenstopp in Frankfurt am Main kehrte Hofpauer im Herbst 1870 nach München heim, um am dortigen Theater am Gärtnerplatz aufzutreten. Anschließend gehörte Hofpauer dem Ensemble des Münchner Volkstheaters an und wurde aufgrund seiner darstellerischen Leistungen zum königlichen Hofschauspieler ernannt. Singspiele, Possen und Volksstücke wurden nunmehr sein bevorzugtes Arbeitsfeld. Viele dieser Stücke (u. a. Doktor und Friseur, Die beide Reichenmüller, Salontiroler, Der Talisman) lebten von einer schlichten Spaßhaftigkeit und zählen nicht unbedingt zum klassischen, deutschen Theaterkulturgut.
Nach den großen Publikumserfolgen mit seinen dialektbehafteten Lustspielen entschloss sich Max Hofpauer dazu, mit einigen Kollegen eine eigene Tourneebühne auf die Beine zu stellen. Mit ihr reiste er nach Berlin, wo der bayerische Humor gleichfalls gut ankam. Daraufhin stellte sich Hofpauer an die Spitze dieses Ensembles Münchner Volksschauspieler, das sich „Die Münchner“ nannte. Der Publikumserfolg war der kleinen Truppe gewiss, und es folgten Anfragen aus anderen Städten Deutschlands, aber auch aus den Niederlanden, Österreich-Ungarns, Russland, der Schweiz und schließlich sogar den Vereinigten Staaten, wohin sich Hofpauer und seine Kollegen 1890 einschifften. Erst 1892 endeten diese Theatertourneen, und Hofpauer kehrte nach Berlin zurück. Am Theater des Westens widmete er sich nunmehr dem klassischen Schauspiel, führte dort auch Regie und übernahm schließlich auch die Leitung dieser Bühne, auf deren Programm sowohl das Schauspiel als auch die Oper und das Ballett standen. Kurz nach der Jahrhundertwende begann Max Hofpauer erneut zu gastieren. An ein festes Ensemble band er sich fortan nicht mehr. Hofpauer hat sich auch einen Namen als Rezitator gemacht.